# Trigoniulus proximus
Trigoniulus proximus är en mångfotingart som beskrevs av Filippo Silvestri 1895. Trigoniulus proximus ingår i släktet Trigoniulus och familjen Trigoniulidae. Inga underarter finns listade i Catalogue of Life.